# سامویلووو (استان بلاگووگراد)
سامویلووو (به بلغاری: Samuilovo) یک منطقهٔ مسکونی در بلغارستان است که در شهرستان پتریچ واقع شده‌است.